# غلينور بليت
غلينور بليت (بالهولندية: Glynor Plet)‏ (30 يناير 1987 بأمستردام في هولندا - ) هو لاعب كرة قدم هولندي في مركز الهجوم. لعب مع أياكس أمستردام وتفينتي أنشخيدة ودين بوستش وزولته فاريجيم وغو أهد إيغلز ومكابي حيفا ونادي جينك ونادي هبوعيل بئر السبع وهيراكليس ألميلو ونادي تلستار ‏ وFC Lisse ‏.

## روابط خارجية
- غلينور بليت على موقع اتحاد تركيا (لاعب) (الإنجليزية)
- غلينور بليت على موقع قاعدة بيانات كرة القدم.إي يو (الإنجليزية)
- غلينور بليت على موقع Soccerway.com (الإنجليزية)
- غلينور بليت على موقع عالم كرة القدم.نت (الإنجليزية)
- غلينور بليت على موقع AS.com (الإسبانية)